# Bootsy Thornton
Marvis Linwood „Bootsy“ Thornton III (* 30. Juli 1977 in Baltimore, Maryland) ist ein ehemaliger US-amerikanischer Basketballspieler. Thornton begann nach dem Studium in seinem Heimatland eine professionelle Karriere in Europa, wo er zunächst ab dem Jahr 2000 fünf Jahre lang in Italien spielte. Nach zwei Jahren in Spanien folgten weitere Stationen in Italien sowie drei Jahre in der Türkei, wo er 2009 Meister mit Efes Istanbul wurde. Mit Montepaschi Siena gewann Thornton insgesamt drei italienische Meisterschaften sowie mit CB Akasvayu Girona den FIBA EuroCup 2006/07. Thornton beendete seine professionelle Karriere 2014 bei SIG Basket aus Straßburg mit knapp 37 Jahren, nachdem er zuletzt ein halbes Jahr in Frankreich gespielt hatte.

## Karriere
Thornton begann nach dem Schulabschluss an der Paul Laurence Dunbar High School in Baltimore ein Studium am Tallahassee Community College in der gleichnamigen Stadt in Florida, wo er von 1995 bis 1997 für die Hochschulmannschaft Eagles in der National Junior Collegiate Athletic Association (NJCAA) spielte. Anschließend kehrte er in den US-amerikanischen Nordosten zurück und setzte sein Studium an der St. John’s University in Queens fort, wo er von 1998 an zwei weitere Jahre für die Hochschulmannschaft Red Storm in der damaligen Big East Conference der NCAA spielte. Zusammen mit unter anderem Ron Artest verlor Thornton das Big East-Meisterschaftsturnier-Finale 1999 gegen die Huskies der University of Connecticut (UConn), die später auch das landesweite NCAA-Endrundenturnier gewinnen konnten. Ohne Artest mit Thornton als MVP konnten die Red Storm ein Jahr später das Big East-Turnier gegen den Titelverteidiger Huskies gewinnen. Nachdem die Red Storm 1999 im NCAA-Endrundenturnier gegen die Buckeyes der Ohio State University nur knapp am Einzug in das Final Four der prestigeträchtigen Finalrunde gescheitert waren, verlor man jedoch 2000 bereits in der zweiten Runde überraschend gegen die Bulldogs der Gonzaga University.
Nachdem Thornton trotz seiner Leistungen in der NCAA im NBA-Draft 2000 von keinem Klub der am höchsten dotierten Profiliga NBA berücksichtigt worden war, begann er eine professionelle Karriere in Europa. Hier wurde er von dem italienischen Traditionsverein aus Cantù in der Lombardei verpflichtet, für den er die folgenden drei Jahre bis 2003 spielte. In der Saison 2000/01 der Serie A1 verbesserte sich der mehrfache Europapokalsieger der 1970er und 1980er Jahre nur geringfügig vom vorletzten auf den drittletzten Platz der Abschlusstabelle und schaffte wiederum nur knapp den Klassenerhalt. In den folgenden beiden Spielzeiten erreichte man als Vierter bzw. Dritter sicher die Play-offs um die italienische Meisterschaft. Nach dem Halbfinaleinzug 2002, bei dem man gegen den Hauptrundenersten und Vizemeister Skipper Bologna ausgeschieden war, schied man in den Play-offs 2003 bereits in der ersten Runde gegen den gleichen Gegner aus. Für die folgende Saison 2003/04 wurde Thornton vom Ligakonkurrenten Montepaschi aus Siena in der Toskana verpflichtet, mit dem er nach dem ersten Hauptrundenplatz in den Play-offs ungeschlagen blieb und die erste Meisterschaft für den späteren Serienmeister gewann. Im höchstrangigen europäischen Vereinswettbewerb EuroLeague 2003/04 verlor man beim Final-Four-Turnier das Halbfinale unter dramatischen Umständen knapp mit einem Punkt nach Verlängerung gegen Skipper Bologna und belegte am Ende den vierten Platz. In der folgenden Saison scheiterte der Titelverteidiger als Hauptrundendritter der italienischen Meisterschaft bereits in der ersten Play-off-Runde 2005 an Lottomatica Rom.
Nachdem Thornton mit Siena in der EuroLeague 2004/05 bereits in der Zwischenrunde ausgeschieden war, wechselte er für die Saison 2005/06 in die spanische Liga ACB zum Winterthur FC Barcelona. Die Mannschaft aus Katalonien erreichte nach einer starken Zwischenrunde in der EuroLeague 2005/06 und dem prestigeträchtigen Erfolg in den Viertelfinal-Play-offs über den spanischen Meister Real Madrid erstmals seit dem Titelgewinn 2003 wieder das Final Four dieses Wettbewerbs. Hier verlor man – aus Thorntons Sicht erneut – das Halbfinale nach Halbzeitführung gegen den späteren Titelgewinner PBK ZSKA Moskau und belegte nach einer weiteren Niederlage gegen die baskische Mannschaft TAU Cerámica den vierten Platz. Auch in der spanischen Meisterschaft verlor Barcelona nach dem Viertelfinalerfolg über Titelverteidiger Real die Halbfinalserie sieglos gegen die Basken. In der folgenden Saison 2006/07 spielte Thornton für den Ligakonkurrenten Akasvayu aus Girona nur wenige Kilometer in nördlicher Richtung von Barcelona. Unter dem ebenfalls neuen Trainer Svetislav Pešić, der nach dem Titelerfolg 2003 mit Barcelona unter anderem Lottomatica Rom trainiert hatte, gewannen die Katalanen mit dem FIBA EuroCup 2006/07 den drittwichtigsten europäischen Wettbewerb und holten den ersten internationalen Titelerfolg für den Verein. Beim 79:72-Finalerfolg über BK Asowmasch Mariupol, der von Thorntons ehemaligen Big East-Rivalen und UConn Huskies-Spieler Khalid El-Amin angeführt wurde, blieb Thornton jedoch ohne Einsatzzeit. In der spanischen Meisterschaft schied man gegen Thorntons ehemalige Mannschaft und Lokalrivalen FC Barcelona in der ersten Play-off-Runde aus.
Für die Saison 2007/08 kehrte Thornton zu Montepaschi Siena zurück und konnte mit dieser Mannschaft den Meistertitel verteidigen. Nach nur drei Niederlagen in der regulären Saison leistete man sich in den Play-offs nur eine Niederlage in der Finalserie gegen Lottomatica Rom. Beim Final Four der EuroLeague 2007/08, in der Thornton unter die zehn besten Spieler des Wettbewerbs in das „All-Euroleague Second Team“ berufen wurde, verlor Siena im Halbfinale gegen Maccabi Tel Aviv, konnte sich aber nach einem Verlängerungssieg über TAU Cerámica den dritten Platz sichern. Für die folgenden drei Spielzeiten wurde Thornton vom türkischen Rekordmeister Efes Pilsen aus Istanbul verpflichtet. In der Saison 2008/09 konnte die Mannschaft erstmals seit 2005 in der Türkiye Basketbol Ligi die Meisterschaft gewinnen, als man in der Finalserie Titelverteidiger und Lokalrivale Fenerbahçe Ülker schlug. Nachdem Efes in der EuroLeague 2008/09 bereits in der Vorrunde ausgeschieden war, reichte es in den folgenden beiden Austragungen dieses Wettbewerbs zum Einzug in die Zwischenrunde der 16 besten Mannschaften, über die man dann aber nicht mehr hinauskam. Auch in der türkischen Meisterschaft schied man in den Play-offs zweimal gegen Fenerbahçe Ülker aus, einmal 2010 als Titelverteidiger in der Finalserie und 2011 in der Halbfinalserie. Für die Saison 2011/12 kehrte Thornton noch einmal nach Siena zurück und konnte mit dem Verein den sechsten Meisterschaftstitel in Serie gewinnen. In den Viertelfinal-Play-offs der EuroLeague 2011/12 verlor man trotz Heimrechts im ersten Spiel die Serie gegen den späteren Titelgewinner Olympiakos Piräus.
Für die folgende Saison 2012/13 blieb der zu diesem Zeitpunkt 35-jährige Thornton in der italienischen Serie A und wechselte zum Ligakonkurrenten Dinamo Banco di Sardegna aus Sassari auf Sardinien, den er mit Siena in der vorangegangenen Halbfinalserie der italienischen Meisterschaft bezwungen hatte. Im Eurocup 2012/13 nahm die sardische Mannschaft erstmals an einem internationalen Vereinswettbewerb teil, verpasste aber die Teilnahme an der Zwischenrunde. Nach dem zweiten Hauptrundenplatz in der Serie A verlor die Mannschaft in der ersten Play-off-Runde gegen Thorntons ehemalige Mannschaft aus Cantù. Im Dezember 2013 bekam Thornton noch einmal einen Vertrag beim französischen Vizemeister SIG Basket aus Straßburg, der jedoch nach der Vorrunde aus der EuroLeague 2013/14 ausgeschieden war und im Eurocup weiterspielte. Zusammen mit David Andersen, seinem ehemaligen Mannschaftskameraden bei den Titelerfolgen 2004 und 2012 mit Montepaschi Siena, verpasste Thornton mit Straßburg jedoch die Teilnahme am Achtelfinale im Eurocup 2013/14 und scheiterte in der Zwischenrunde unter anderem am deutschen Vertreter Alba Berlin. In der französischen Meisterschaft der LNB Pro A verlor der Hauptrundenerste SIG Basket erneut die Finalserie der Meisterschaft gegen den neuen Titelgewinner Limoges CSP. Nach dem Ende der Saison unterschrieb der 37-jährige Thornton keinen neuen Vertrag mehr.